# روح البيان في تفسير القرآن
روح البيان في تفسير القرآن كتاب من كتب التفسير، ألفه أبو الفداء إسماعيل حقي بن الشيخ مصطفى الإستانبولي الآيدوسي الحنفي الجلوتي.

## الكتاب
كتاب روح البين من كتب التفسير المهمة، لخَّصه البروسوي من صفحات في التفسير لعلماء قبله، فوضع هذا التفسير الجليل الذي صبَغَه بمعرفته الكبيرة واطلاعه الواسع على العلوم اللغوية والنحوية، مما جعله من أهم الكتب التي تناولَت القرآن الكريم بالشرح والتفسير. يمتاز الكتاب بحسن التحليل والشرح والدقة والضبط.
أسلوب البروسوي في التفسير هو تفسير القرآن كاملًا ذاكرًا اسم كل سورة وموضع نزولها وعدد آيها. أما من الناحية البلاغية فإن المؤلف لم يتعرض تقريبا لعلم البديع، واعتنى اعتناءً واضحًا بعلم المعاني بإشارات بلاغية مختصرة متأثرا بأبي السعود، وهذه الإشارات لاتتجاوز ذكر نوع الأسلوب البلاغي دون بيان لسر استخدامه وموقعه من السياق، أما كلامه في البيان فأقل بكثير من كلامه في المعاني.  كان البروسوي في مؤلفه مقلد وجامع في التفسير أكثر من كونه محققًا.